# Pafos FC
Pafos FC (grč.: Πάφος FC) je ciparski nogometni klub iz Pafosa. Osnovan je 10. lipnja 2014. godine ujedinjenjem nekoliko jačih klubova sa područja Pafosa. Domaće utakmice igraju na stadionu Stelios Kyriakides kapaciteta 9394 gledatelja. Trenutačno se natječe u Ciparskoj prvoj diviziji, u najjačem rangu ciparskog nogometa. Osvajanjem ciparskog kupa u sezoni 2023./24., Pafos u svoju riznicu stavlja svoj prvi trofej u povijesti.

## Klupski uspjesi
- Ciparska prva divizija
  - Prvak (1): 2024./25.
- Ciparski nogometni kup
  - Osvajač (1): 2023./24.

## Vanjske poveznice
- Službene stranice